# Zvenyhorodka (huyện)
Huyện Zvenyhorodka (tiếng Ukraina: Звенигородський район, chuyển tự: Zvenyhorodkas’kyi raion) là một huyện của tỉnh Cherkasy thuộc Ukraina. Huyện Zvenyhorodka có diện tích 1010 km², dân số theo điều tra dân số ngày 5 tháng 12 năm 2001 là 53685 người với mật độ 53 người/km2. Trung tâm huyện nằm ở Zvenyhorodka.